# Milieu Moeller
 (novembre 2022).
Si vous disposez d'ouvrages ou d'articles de référence ou si vous connaissez des sites web de qualité traitant du thème abordé ici, merci de compléter l'article en donnant les références utiles à sa vérifiabilité et en les liant à la section « Notes et références ».
Le milieu de Moeller est un milieu de culture permettant la recherche de 3 enzymes :
- l'ornithine décarboxylase s'il contient de l'ornithine ;
- la lysine décarboxylase s'il contient de la lysine ;
- l'arginine dihydrolase s'il contient de l'arginine.

## Composition
- Extrait de levure : 3 g
- L-ornithine (monochlorhydrate)
- L-arginine (monochlorhydrate) : 5 g (suivant le cas)
- L-lysine (monochlorhydrate)
- Glucose : 1 g
- Bromocrésol pourpre : 0,16 mg
- Éthanol : 1 mL
- Chlorure de sodium : 5 g

pH = 6,8
Ce milieu est présenté en petits tubes fins ce qui favorise l'anaérobiose.
Remarque : l'extrait de levure (peptone de levure) apporte des acides aminés et des facteurs de croissance en particulier le pyridoxal, coenzyme des décarboxylases.

## Ensemencement
Ensemencer le milieu avec une suspension. On peut recouvrir le milieu de paraffine ou de vaseline (anaérobiose) mais ce n'est pas indispensable pourvu de faire la lecture en bas du tube. Incuber 24 h à 37 °C.

## Lecture et interprétation
Le milieu est pourpre (bromocrésol pourpre, indicateur de pH) avant l’ensemencement.

### Premier temps: utilisation du glucose
Le glucose est utilisé par fermentation dans le bas du tube (favorisée par l'anaérobiose) ce qui provoque l'acidification du milieu d'où le passage au jaune du milieu. Mais le glucose est rapidement utilisé car en faible concentration.

### Second temps: utilisation de l'acide aminé
Si la bactérie n'a de décarboxylase ou de dihydrolase de l'arginine : elle fermente les acides aminés en produisant du CO2 acidifiant et de l'ammoniac alcalinisant. Leur neutralisation respective laisse le milieu acide et donc jaune.
Si la bactérie possède décarboxylase ou dihydrolase, la production d'amine basique provoque l'alcalinisation du milieu qui passe au violet.

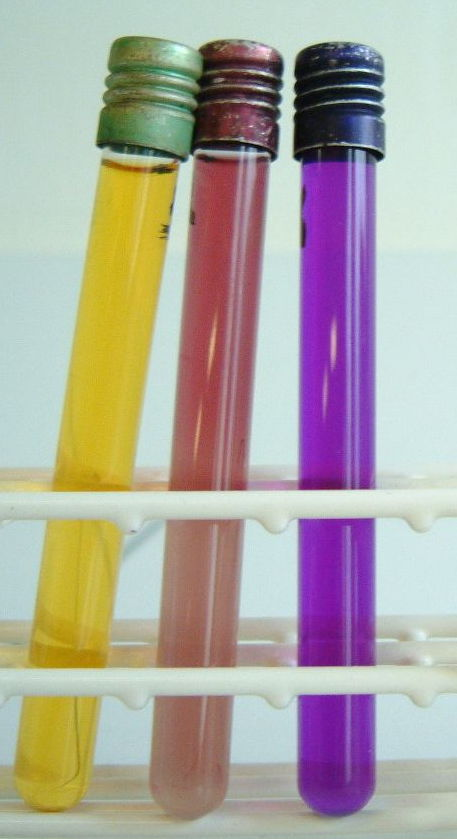
ADH -, ODC +, LDC + Serratia marcescens

La photographie montre le résultat de Serratia marcescens, souche qui est ici, dans l'ordre des tubes, ADH -, ODC + et LDC +.
Remarques : 
- en cas de milieu violet, s'assurer de la présence d'un trouble témoignant de la croissance bactérienne. De plus, s'assurer que la bactérie est bien capable de fermenter le glucose. Cette vérification peut utiliser l'un des milieux s'il est jaune car la présence des trois enzymes, ADH, LDC et ODC est très rare.
- Pour une bactérie aérobie stricte la croissance sera nulle sauf à la surface du milieu sans vaseline.
- En galerie API 20E, le milieu est différent : il est acide au départ (sans glucose) et doit absolument être vaseliné pour la lecture. Le principe demeure le même avec l'alcalinisation liée à l'enzyme correspondant à l'acide aminé du milieu.